# Josef Salvat
Josef Salvat (Sydney, 28 de outubro de 1988) é um cantor e compositor australiano.

## Discografia (álbuns)
- Night Swin (2015)
- modern anxiety (2020)
- Islands (2022)